# Coniochlorops
Coniochlorops är ett släkte av tvåvingar. Coniochlorops ingår i familjen fritflugor.
Kladogram enligt Catalogue of Life:
| Coniochlorops | \| \| Coniochlorops incisa \| \| \| \| \| \| Coniochlorops obliquefasciata \| \| \| \| |
|               | \| \| Coniochlorops incisa \| \| \| \| \| \| Coniochlorops obliquefasciata \| \| \| \| |
|               | Coniochlorops incisa                                                                   |
|               |                                                                                        |
|               | Coniochlorops obliquefasciata                                                          |
|               |                                                                                        |